# Pérsio Arida
Pérsio Arida (São Paulo, 1 de março de 1952) é um economista brasileiro, conhecido por transitar entre a academia, o governo e o setor privado. Estudioso da inflação brasileira, foi um dos idealizadores do Plano Real. Presidiu o BNDES (1993-1994) e o Banco Central do Brasil (1995).

## Biografia
Descendente de libaneses graduado pela Universidade de São Paulo (1975) e doutor pelo Massachusetts Institute of Technology (MIT) (1992), deu aulas na USP e na Pontifícia Universidade Católica do Rio de Janeiro (PUC-RJ). Foi pesquisador do Institute for Advanced Studies, em Princeton, New Jersey, do Centre for Brazilian Studies  (Universidade de Oxford) e da Smithsonian Institution, em Washington, D.C..

### Vida profissional

#### No setor público
Em 1982, dada "a ineficácia dos programas do FMI para estabilizar a economia brasileira", Arida publicou um influente artigo no qual expunha uma proposta de cunho heterodoxo para solucionar a crise na economia brasileira, que pode ser assim resumida:
- Diminuir substancialmente o diferencial de juros
- Racionalizar o investimento público
- Implementar uma desvalorização cambial substantiva
- Estimular a demanda efetiva
- Aumentar o imposto de renda de forma socialmente justa

Nos anos seguintes, ao passo em que se formava um consenso a respeito do componente inercial da inflação brasileira (graças ao sistema de indexação introduzido pelo PAEG), divergia-se quanto às formas de levar a cabo uma desindexação. A proposta do economista Francisco Lopes, que entrou para a história como "Choque Heterodoxo", incluia congelamento de preços, mas Persio Arida, juntamente com Lara Resende, se distanciaram dessa abordagem ao analisar as experiências de estabilização de Israel e Argentina, apesar de continuarem concordando quanto à importância do componente inercial no diagnóstico da inflação brasileira. A interpretação era que o congelamento "engessava" a economia, eliminando o mecanismo de auto-regulação dos mercados via preços e causava várias distorções alocativas. A ideia alternativa, que foi apelidada "Proposta "Larida", em homenagem aos dois autores, era desindexar a economia através de uma moeda indexada que circularia paralelamente à moeda oficial brasileira (na época o Cruzeiro). Os planos de estabilização da Nova República (Cruzado, Bresser e Verão) seguiram a proposta de congelamento, mas a proposta Larida seria resgatada com importantes modificações no Plano Real, do qual Arida foi um dos idealizadores.
No período de implementação do Plano Real, Arida ocupou a presidência do Banco Central do Brasil, entre janeiro e junho de 1995.
Em novembro de 2022, compôs o grupo técnico na área de Economia do Gabinete de Transição Presidencial do governo de Lula, recém-eleito para seu terceiro mandato.

#### No setor privado
Antes do Plano Real trabalhou no Grupo Moreira Salles por 7 anos, tendo sido Diretor da Brasil Warrant e membro do Conselho de Administração do Unibanco. Depois do Plano Real foi Diretor do Opportunity Asset Management do banqueiro Daniel Dantas por 3 anos. Foi membro do Conselho de Administração do Banco Itau por 8 anos.
Em 2008, junto com André Esteves, alguns sócios do Banco Pactual e diretores do Banco suíço UBS AG, fundou o Banco BTG, que em 2009 recomprou do UBS o banco Pactual, formando o atual BTG Pactual.
Também faz parte dos conselhos consultivos do Instituto Moreira Salles, da Blavatnik School of Government (Universidade de Oxford) e do Development Committee da MIT Corporation.
Em 2016, anunciou que deixara a presidência do conselho de administração do BTG Pactual para dedicar mais tempo a seus interesses intelectuais, mas que continuaria como conselheiro e integrante do grupo de principais acionistas. No entanto, em maio de 2017, o banco BTG Pactual e a BTG Pactual Participations anunciaram que Persio Arida, além de renunciar a seus cargos nos conselhos de administração das companhias, também venderia sua participaçãp acionária nas empresas. Na ocasião, também foi informado que Arida iria coordenar seminários de política econômica na Blavatnik School of Government, em Oxford.

#### Na academia
Além de toda a contribuição na área de inflação, política monetária e economia brasileira de modo geral, tem importantes trabalho acadêmicos, 
na área de História do pensamento econômico e metodologia da economia. Em 2003 foi eleito "economista do ano" pela Ordem dos Economistas do Brasil
Desde maio de 2018, Persio Arida integra o Conselho Acadêmico do Livres.